# Altiste

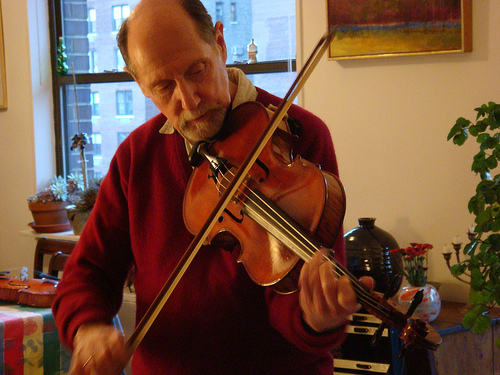
L’altiste américain Michael Tree jouant.

En musique, un ou une altiste est un musicien instrumentiste qui joue de l'alto.
Un alto est un peu plus grand qu'un violon. Sa caisse de résonance est plus grande et il produit un son plus grave.
Le terme altiste est aussi employé pour un chanteur adulte de sexe masculin dont la tessiture est proche des altos féminins. Si le chanteur chante en voix de tête pour obtenir ce registre, on parle de Contreténor altiste (Voir aussi sopraniste pour une tessiture masculine proche des Sopranos et contraltiste pour une tessiture masculine proche des contraltos).

## Altistes célèbres
Voir la Catégorie Altiste.
- Pierre Adam[1]
- Tasso Adamopoulos
- Atar Arad
- Cecil Aronowitz[2]
- Iouri Bachmet[3]
- Natalie Bauer-Lechner
- Lise Berthaud[4]
- Casimir-Ney[5]
- Ana Bela Chaves
- Gérard Caussé[6]
- Alain Celo
- Wolfram Christ[7]
- Serge Collot[8]
- Miguel da Silva
- Viacheslav Dinerchtein
- Paul Doktor[9]
- Hirofumi Fukai[10]
- David Gaillard
- Bruno Giuranna[11]
- Ron Golan[12]
- Rivka Golani[13]
- Nobuko Imai[14]
- Kim Kashkashian[15]
- Garth Knox
- Ulrich Koch[16]
- Pierre Lénert
- Colette Lequien
- Chantal Masson
- Donald McInnes[17]
- Michel Michalakakos
- Bruno Pasquier[18]
- Pierre Pasquier
- Lawrence Power
- William Primrose[19]
- Robert Siohan
- Anatol Ștefăneț
- Jean Sulem
- Antoine Tamestit[20]
- Lionel Tertis[21]
- Sabine Toutain
- Karen Tuttle
- Jean-Philippe Vasseur
- Maurice Vieux[22]
- Pierre-Henri Xuereb
- Tabea Zimmermann[23]

### Violonistes altistes
La technique de l'alto se rapprochant de celle du violon, de nombreux violonistes furent aussi, à l'occasion, altistes. Ainsi, David Oïstrakh joue de l'alto pour interpréter avec Igor Oïstrakh, son fils, la Symphonie concertante pour violon et alto (KV. 364) de Mozart (sous la baguette de Menuhin).
- Clara Cernat
- Otto Joachim
- Yehudi Menuhin
- Shlomo Mintz
- David Oïstrakh
- Arrigo Pelliccia[24]
- Julian Rachlin[19]
- Henryk Wieniawski
- Pinchas Zukerman[25]

### Compositeurs altistes
De même, certains compositeurs sont altistes :
- Jean-Sébastien Bach
- Francesco Barsanti
- Frank Bridge
- Benjamin Britten
- Rebecca Clarke
- Antonín Dvořák
- Paul Hindemith[26]
- Vladimir Mendelssohn[27]
- Wolfgang Amadeus Mozart
- Oskar Nedbal
- Allan Pettersson
- Franz Schubert
- Giuseppe Torelli

## Chefs d'orchestre altistes
Ainsi que des chefs d'orchestre :
- Rudolf Barshaï[28]
- Eugène Chartier
- Charles Dutoit
- Carlo Maria Giulini
- Milton Katims[29]
- Pierre Monteux
- Václav Neumann[30]
- Hermann Scherchen
- Yuri Temirkanov
- Christian Thielemann

## Musique vocale
En musique vocale, ce terme s'apparente à un homme qui a conservé sa voix de contralto. Un contre-ténor qui chante dans le registre du contralto ou bien une haute-contre est un exemple d'altiste.

## Autres instruments
On appelle également altiste un musicien qui joue du saxophone alto ou de la clarinette alto.